# اللجنة الأولى لمجلس ممثلي الشعب
اللجنة الأولى لمجلس ممثلي الشعب أو اللجنة الأولى هي هيئة برلمانية في المجلس التشريعي الإندونيسي بصفته مجلس تمثيل الشعب. لها وظائف مماثلة لكل من لجنة العلاقات الخارجية ولجنة الاستخبارات ولجنة القوات المسلحة في مجلس الشيوخ بالولايات المتحدة.
تتألف اللجنة الأولى من:
- ميوتيا حفيظ: رئيس الجنة.[1]

## القانون الأساسي
تلحق باللجنة القوانين التالية: القانون رقم 17 لعام 2014 بشأن مجلس الشعب الاستشاري ومجلس النواب ومجلس النواب الإقليمي ومجلس النواب. اللائحة التنفيذية لمجلس النواب لجمهورية إندونيسيا رقم 1 لعام 2014 بشأن مدونة الأخلاقيات. لائحة مجلس النواب رقم 3 لسنة 2015 بشأن تغيير لائحة مجلس النواب لجمهورية إندونيسيا رقم 1 لعام 2014.